# François Chouteau
 (octobre 2018).
Si vous disposez d'ouvrages ou d'articles de référence ou si vous connaissez des sites web de qualité traitant du thème abordé ici, merci de compléter l'article en donnant les références utiles à sa vérifiabilité et en les liant à la section « Notes et références ».
François Chouteau (1797 - 1838) est traditionnellement crédité comme étant le fondateur de Kansas City. 

## Biographie
Avec son épouse, Bérénice Chouteau, il est souvent cité comme étant l'un des premiers colons blancs de Kansas City. Il était le neveu de René-Auguste Chouteau.
En 1821, il créa un poste commercial permanent dans la grande charnière qui forme aujourd'hui le district industriel du nord, traversé de nos jours par l'avenue Chauteau. Il appela son poste le village des Kansas. 
Lorsque les Indiens  acceptèrent de quitter les six miles les plus à l'ouest du Missouri au confluent des Kansas, la région fut surnommée l'Atterrage de Chouteau. En 1826, après une inondation, Chouteau déplaça son poste commercial vers des terres plus hautes, près de l'intersection actuelle entre l'avenue Troost et la rivière.
Sa famille finança la première église catholique de la région, qui était située sur la côte de qualité à l'intersection actuelle entre la onzième avenue et la rue de Pennsylvanie. La cathédrale de l'Immaculée-Conception, siège du diocèse de Kansas City-Saint Joseph, occupe maintenant le terrain de l'ancienne église.